# Kim Little
Kim Little (Aberdeen, Escócia, 29 de junho de 1990) é uma jogadora de futebol feminino da Escócia.

## Carreira
Kim Little deu seus primeiros passos no futebol no pequeno time escocês Buchan Girls e, de lá, foi para o também escocês Hibernian Ladies, onde iniciou sua carreira profissional e conquistou o Campeonato Escocês e a Copa da Escócia Feminina, ambos na temporada 2006-2007. Em 2008, transferiu-se para a equipe inglesa Arsenal Ladies, onde está até hoje e conquistou por duas vezes a Copa da Inglaterra Feminina em 2008-2009 e 2010-2011, tendo marcado gols em ambas as finais.

### Seleção Escocesa
Foi convocada para a Seleção da Escócia pela primeira vez em 2007. Já disputou 70 partidas e marcou 23 gols.

### Seleção Britânica
Em 2012, foi convocada pela técnica Hope Powell para Seleção da Grã-Bretanha que irá disputar os Jogos Olímpicos de 2012. Fez sua estréia em um amistoso contra a Suécia que terminou em 0x0.

#### A recusa em cantar o hino
Na estréia das seleções britânicas masculina e feminina de futebol nos Jogos Olímpicos de 2012, atletas não-ingleses recusaram-se a cantar o God Save the Queen (Deus salve a Rainha, em inglês), o hino nacional britânico. Na equipe feminina, Kim Little e Ifeoma Dieke, ambas escocesas, foram as que não cantaram e, na equipe masculina, quem não cantou foram os galeses Ryan Giggs e Craig Bellamy. A atitude dos atletas foi muito criticada por torcedores do Reino Unido.

## Títulos
Hibernian Ladies
- Campeonato Escocês: 2006-2007
- Copa da Escócia Feminina: 2006-2007

 Arsenal Ladies
- Copa da Inglaterra Feminina: 2008-2009, 2010-2011